# سایبرلور
سایبرلور (انگلیسی: Cyberlore) شرکت بازی ویدئویی آمریکایی است، که در سال ۱۹۹۲ تأسیس شد.